# 歐洲聯盟各國議會
欧洲联盟各國議會（英語：National parliaments of the European Union）是指各欧洲联盟成员国的议会。它們在欧洲联盟的框架内具有一定程度的制度化影響，這一影響已根據里斯本條約得到擴大，包括更強的審查擬議的歐盟法律的權利。

## 列表
| 成员国     | 立法机关总称                           | 立法机关总称                           |
| 成员国     | 下议院（议员数）                       | 上议院（议员数）                       |
| ---------- | -------------------------------------- | -------------------------------------- |
| 奥地利     | 奥地利国会（通过联邦会议召集两院）     | 奥地利国会（通过联邦会议召集两院）     |
| 奥地利     | 国民议会（183名）                      | 联邦议会（61名）                       |
| 比利时     | 比利时联邦议会（通过联合议院召集两院） | 比利时联邦议会（通过联合议院召集两院） |
| 比利时     | 众议院（150名）                        | 参议院（60名）                         |
| 保加利亚   | 国民议会（240名）                      | 国民议会（240名）                      |
| 克罗地亚   | 克罗地亚国会（151名）                  | 克罗地亚国会（151名）                  |
| 賽普勒斯   | 众议院（56名）                         | 众议院（56名）                         |
| 捷克       | 捷克议会                               | 捷克议会                               |
| 捷克       | 众议院（200名）                        | 参议院（81名）                         |
| 丹麦       | 丹麦议会（179名）                      | 丹麦议会（179名）                      |
| 爱沙尼亚   | 国会（101名）                          | 国会（101名）                          |
| 芬兰       | 芬兰议会（200名）                      | 芬兰议会（200名）                      |
| 法國       | 法国议会（通过大会召集两院）           | 法国议会（通过大会召集两院）           |
| 法國       | 国民议会（577名）                      | 参议院（348名）                        |
| 德国       | —                                      | —                                      |
| 德国       | 德国联邦议院（739名）                  | 德国联邦参议院（69名）                 |
| 希腊       | 希腊议会（300名）                      | 希腊议会（300名）                      |
| 匈牙利     | 国民议会（199名）                      | 国民议会（199名）                      |
| 愛爾蘭     | 爱尔兰议会                             | 爱尔兰议会                             |
| 愛爾蘭     | 爱尔兰众议院（160名）                  | 爱尔兰参议院（60名）                   |
| 義大利     | 意大利议会                             | 意大利议会                             |
| 義大利     | 众议院（400名）                        | 共和国参议院（206名）                  |
| 拉脫維亞   | 拉脱维亚议会（100名）                  | 拉脱维亚议会（100名）                  |
| 立陶宛     | 立陶宛议会（141名）                    | 立陶宛议会（141名）                    |
| 盧森堡     | 众议院（60名）                         | 众议院（60名）                         |
| 馬爾他     | 马耳他议会（67名）                     | 马耳他议会（67名）                     |
| 荷蘭       | 荷兰国会                               | 荷兰国会                               |
| 荷蘭       | 国会二院（150名）                      | 国会一院（75名）                       |
| 波蘭       | 议会                                   | 议会                                   |
| 波蘭       | 众议院（460名）                        | 参议院（100名）                        |
| 葡萄牙     | 共和国议会（230名）                    | 共和国议会（230名）                    |
| 羅馬尼亞   | 议会                                   | 议会                                   |
| 羅馬尼亞   | 众议院（329名）                        | 参议院（136名）                        |
| 斯洛伐克   | 国民议会（150名）                      | 国民议会（150名）                      |
| 斯洛維尼亞 | 国会                                   | 国会                                   |
| 斯洛維尼亞 | 国民议会（90名）                       | 国民评议会（40名）                     |
| 西班牙     | 西班牙国会                             | 西班牙国会                             |
| 西班牙     | 众议院（350名）                        | 参议院（266名）                        |
| 瑞典       | 瑞典议会（349名）                      | 瑞典议会（349名）                      |